# Любомирский, Ежи Генрик
Ежи Генрик Любомирский (28 мая 1817, Вена — 25 мая 1872, Краков) — польский политический деятель, славянофил, литературный куратор, II ординат Пшеворский (1850—1872), член наследственной палаты лордов, член галицкого парламента, куратор Оссолинеума.

## Биография
Представитель польского княжеского рода Любомирских герба «Шренява». Сын князя Генриха Людвика Любомирского (1777—1850) и княжны Терезы Чарторыйской (1785—1868).
Один из главных представителей славянофильства в Польше, состоял в хороших отношениях с ведущими деятелями возрождения чешского и хорватского народов. В 1848 году он принял участие в Пражском Славянском съезде, а затем стал посланником в австрийский парламент.
Выдающийся общественный деятель в Галиции с консервативными убеждениями, а затем — куратор Оссолинеума. В 1863 году его деятельность была связана с национальной организацией.
В 1865-1872 годы он был почетным членом Познанского Общества друзей науки.

## Семья и дети
15 июля 1853 года в Клеменсуве женился на графине Сесилии Замойской (10 мая 1831 — 23 июля 1904), дочери графа Анджея Артура Замойского (1800—1874) и графини Розы Потоцкой (1802—1862). их дети:
- Тереза (1857—1883), муж (с 1878 года): князь Кароль Радзивилл (1839—1907)
- Изабелла (1858—1859)
- Мария (1860—1942), муж (с 1885 года): граф Бенедикт Тышкевич (1849—1939)
- Анджей (1862—1953), женат (с 1885 года) на графине Элеоноре Гусаржевской (1866—1940)
- Казимир (1869—1930), женат (с 1902 года) на графине Терезе Водзицкой (1883—1948).